# 3255 Tholen
3255 Tholen (1980 RA) là một tiểu hành tinh bay qua Sao Hỏa được phát hiện ngày 2 tháng 9 năm 1980 bởi E. Bowell ở Flagstaff (AM).